# Вакабаяси, Тадаси
Тадаси Генри Вакабаяси (яп. 若林 忠志 Вакабаяси Тадаси, 1 марта 1908, Оаху — 5 марта 1965) — японский и американский профессиональный бейсболист, питчер. Трёхкратный победитель Японской бейсбольной лиги, два раза признавался её Самым ценным игроком. Победитель Японской серии 1950 года в составе «Маинити Орионс». Член Японского зала славы бейсбола с 1964 года.

## Биография

### Ранние годы
Тадаси Вакабаяси родился 1 марта 1908 года на острове Оаху. Его родители были родом из Хиросимы. Отец Тадаси успешно занимался торговлей консервированными ананасами. В школе Вакабаяси начинал играть в футбол, но получил травму головы и был вынужден выбрать спорт спокойнее. В бейсбол он начал играть в роли кэтчера.
В 1927 году Тадаси окончил старшую школу Маккинли и приехал в Японию для участия в серии товарищеских матчей. Он был замечен тренером из Университета Хосэй, предложившим Вакабаяси играть за их бейсбольную команду. Согласно правилам, перед зачислением в университет в Японии ему сначала пришлось получить аттестат в японской старшей школе. Тадаси отклонил предложения от нескольких американских команд AAA-лиги и переехал в Японию. С ним в составе ранее слабейшая команда Токийской лиги через год стала чемпионом. Во время учёбы на втором курсе Вакабаяси женился на японке, хотя в 1928 году он отказался от гражданства. Японский паспорт он снова получил только в 1941 году, разорвав свои связи с США. В марте 1935 года Тадаси получил диплом и подписал контракт с командой «Кавасаки Коламбия». Его зарплата составила 500 иен, что было больше, чем получали тогда руководители компании.

### Профессиональная карьера
В 1936 году Вакабаяси стал первым игроком, с которым подписала контракт компания Hanshin Railway, решившая создать профессиональную команду. Сумма соглашения составила уже 10 000 иен. Перед этим он отклонил предложение от «Ёмиури Джайентс», решив, что клуб недооценивает его возможности. Несмотря на проблемы с плечом и локтем, вызванные перегруженностью во время выступлений в студенческом чемпионате, Тадаси блестяще выступал за «Тайгерс», выиграв с клубом турниры осенью 1937 и весной 1938 года. Наряду с Эйдзи Савамурой и Виктором Старффином он был одной из главных звёзд лиги. Тадаси хорошо владел арсеналом разных подач, среди которых выделялись фаст-болл и кёрв-болл, а также отлично контролировал их направление. В 1939 году Вакабаяси одержал 28 побед, показав наивысший их процент среди всех питчеров лиги.
Один из лучших своих сезонов он провёл в 1944 году, совмещая роли игрока и главного тренера. В составе команды было много новичков и сам Вакабаяси сыграл в 31 матче одержав 22 победы. По итогам чемпионата, сокращённого из-за военных действий, Тадаси получил свой первый приз Самому ценному игроку Японской бейсбольной лиги. В 1945 году сезон был отменён полностью и он переехал на родину своей жены, планируя развивать семейный бизнес. Ему было почти 38 лет и в дальнейшие планы Вакабаяси бейсбол не входил. Тем не менее, когда он узнал о нехватке игроков в составе «Тайгерс», то сразу же объявил о возобновлении карьеры.
В чемпионате 1947 года Тадаси одержал 26 побед и второй раз был признан Самым ценным игроком соревнований. Он также выполнял и функции главного тренера, приведя клуб к уверенной победе. В составе «Тайгерс» Вакабаяси провёл ещё два года, доведя общее число своих побед в форме клуба до 233. Этот командный рекорд остаётся непобитым.
В 1950 году структура соревнований в японском бейсболе изменилась. Тадаси решил продолжить карьеру в Тихоокеанской лиге и помочь ей набрать популярность у болельщиков, в то время как «Хансин Тайгерс» и «Ёмиури Джайентс» вошли в состав Центральной лиги. Он подписал контракт с «Маинити Орионс» и привёл команду к победе в первой в истории Японской серии. Сам Вакабаяси одержал победу в первой игре финала. За «Орионс» он выступал до 1953 года, в последний сезон доведя число страйк-аутов за карьеру до 1 000.
В дальнейшем Тадаси работал тренером и менеджером в различных командах, был председателем правления компании Pepsico Japan. В 1964 году его избрали в Японский зал славы бейсбола. Осенью того же года ему диагностировали рак желудка. Скончался он в 1965 году.
В 2011 году клуб «Хансин Тайгерс» учредил Награду Тадаси Вакабаяси, вручаемую игрокам клуба, внёсшим значительный вклад в его развитие. Первым её лауреатом стал Синдзиро Хияма.